# Мария Магдалена фон Пфалц-Цвайбрюкен-Биркенфелд
Мария Магдалена фон Пфалц-Цвайбрюкен-Биркенфелд (на немски: Maria Magdalena von Pfalz-Zweibrücken-Birkenfeld; * 29 юни 1622, Биркенфелд; † 28 октомври 1689, дворец Аулебен) от страничната линия на пфалцските Вителсбахи, е пфалцграфиня от Пфалц-Цвайбрюкен-Биркенфелд и чрез женитба графиня на Шварцбург-Зондерсхаузен.

## Произход и брак
Тя е третата дъщеря на пфалцграф и херцог Георг Вилхелм фон Пфалц-Биркенфелд (1591 – 1669) и първата му съпруга графиня Доротея фон Солмс-Зоненвалде (1586 – 1625).
Мария Магдалена се омъжва на 29 октомври 1644 г. в Херинген за граф Антон Гюнтер I фон Шварцбург-Зондерсхаузен (1620 – 1666), най-възрастният син на граф Кристиан Гюнтер I фон Шварцбург-Зондерсхаузен (1578 – 1642) и съпругата му Анна Сибила фон Шварцбург-Рудолщат (1584 – 1623), дъщеря на граф Албрехт VII фон Шварцбург-Рудолщат. Тя е първата му съпруга.

## Деца
Мария Магдалена и Антон Гюнтер I имат децата:
- Анна Доротея (1645 – 1716) ∞ граф Хайнрих IV Ройс-Грайц (1650 – 1686)
- Христиан Вилхелм (1647 – 1721), граф и от 1697 имперски княз на Шварцбург-Зондерсхаузен
- Клара Юлиана (1648 –1739)
- Елеонора София (1650 –1718), деканиска в Кведлинбург
- Антон Гюнтер II (1653 – 1716), граф и от 1697 имперски княз на Шварцбург-Зондерсхаузен цу Арнщат
- Мария Магдалена (1655 – 1727)
- Георг Фридрих или Рудолф (1657)
- Георг Ернст (1658 – 1659)
- Лудвиг Гюнтер III (1660)
- Йохана Елизабет (1662 – 1720)